# 雄激素受体

雄激素受体的正常功能。如果细胞中存在5α-还原酶，睾酮（T）进入细胞后就会被转化为二氢睾酮（DHT）。雄激素受体（AR）一旦与甾体结合后就会发生构象改变并释放一些热休克蛋白（hsps）。在甾体结合之前或之后会发生磷酸化（P）。AR转运到细胞核中，在那里会相互之间形成二聚体、与DNA结合并招募共激活因子。靶基因被转录（mRNA）继而被翻译为蛋白质。

雄激素受体（英語：androgen receptor，简称为AR），亦被称为NR3C4（核受体亚家族3，C组，成员4）是一类核受体，当雄性激素睾酮或二氢睾酮在细胞质中与之结合后会使之激活继而转运进核内。雄激素受体与孕酮受体之间的关系很密切，高剂量的黄体制剂可阻断雄激素受体。
雄激素受体的主要功能是作为调控基因表达的一种结合DNA的转录因子；然而雄激素受体也有其它方面的功能。受雄激素调控的基因在男性性表型的发育及维持中起到重要作用。